# 빅점프
《빅점프》(BIG JUMP)는 서울문화사에서 발행했던 대한민국의 성인 만화 잡지이다. 1995년 2월 창간, 2000년 7월 폐간.

## 개요
서울문화사가 1988년 《아이큐점프》를 창간하여 성공하자 후발주자 대원동화는 1991년 《소년챔프》를 창간한 후 1994년 6월에는 독자연령 세분화에 들어가 청소년을 대상으로 한 만화잡지 《영챔프》를 창간한다. 서울문화사는 이어 1994년 7월 《영점프》를 창간한다. 이렇게 시작된 대상연령 세분화에 따라 1995년 2월 1일 성인 독자를 대상으로 한 《빅점프》를 창간한다. 이후 2000년 7월 25일자로  6년만에 《빅점프》는 폐간하는데 1999년 6월부터  청소년도 볼 수 있는 만화잡지로 변신했다.
창간호의 슬로건은 "재미와 품격이 함께하는 고급 본격 성인 만화지", "성공을 위해 뛰면서 보는 성인 만화잡지".